# 中澤次郎
中澤 次郎（中沢次郎、なかざわ じろう、1922年(大正11年)7月28日 - 2019年(令和元年)5月2日）は、日本の教育学者。
群馬県高崎市生まれ。1953年東京文理科大学教育学科卒、56年ミシシッピ大学大学院修士課程修了、桐朋学園短期大学専任講師、1957年助教授、61年東京農業大学講師、62年助教授、1972年教授、78年筑波大学教授、86年定年退官、国際武道大学教授、東京家政学院大学教授。93年退任。1998年勲三等瑞宝章受勲。

## 著書
- 『学校カウンセリングの理論と実際』誠信書房、1964
- 『カウンセリングの原理と事例』誠信書房、1967
- 『行動集団カウンセリング その理論・実践・研究』川島書店、1986
- 『行動集団カウンセリングの実践 行動理論と出会い体験の統合』川島書店、1988

### 共編著
- 『現代教育方法要説』飯塚銀次共著 明治図書出版、1960
- 『新しい生活指導と道徳指導』共著 明治図書出版、1961
- 『プログラム学習による企業教育』渡辺茂、室田倬共著 日刊工業新聞社、1965
- 『教育原理と教育方法』編著 明治図書出版、1967
- 『教育原理』等著 誠信書房、1968
- 『カウンセリング入門』堀淑昭、滝沢清人共編 芸林書房、1971
- 『教師必携』渡辺春吉共著 芸林書房、1971
- 『行動カウンセリング入門』林潔、清野美佐緒共著 川島書店、1975
- 『新しいアメリカ留学 全米の短期大学を紹介』編著 二見書房、1976
- 『教育原理要説 自己の探究と実現をめざして』共著 高陵社書店、1978
- 『ひとりっ子の上手な育て方 ひとりっ子は優秀児である!』鈴木芳正共著 産心社、1981
- 『現代教育実習の基礎』小畑修一ほか共編 学術図書出版社、1982
- 『現代教育の基礎 教育原理入門』真野宮雄共編 学術図書出版社、1983
- 『現代の教育心理学 人間性開発のための教育心理学』編 学術図書出版社、1984
- 『現代の青年心理学』松山イ次子 共編 学術図書出版社、1984
- 『現代の教育 その理論と実践を求めて』真野宮雄共編 学術図書出版社、1990
- 『総合的カウンセリングへの学習と実践 カウンセリングの実践を目指す人の為の指導書』編著 不昧堂出版、1994
- 『産業カウンセリング入門 産業カウンセラーになりたい人のために』杉溪一言、松原達哉、楡木満生共編著 日本文化科学社、1995
- 『カウンセリングとスーパービジョン』編著 松山トシ子、林潔、山本映子、佐藤惣三、村越登祐、寺田正美、鼓品二郎、渡邉祐子、原田幸三郎、近藤富男共著 不昧堂出版、2010

### 翻訳
- ジョーン・D.クルンボルツ編『カウンセリングの革命 行動カウンセリングの理論』訳編誠信書房、1970
- エドモンド・グレイザー『コミュニティ・カレッジ 生涯教育のための新しい短期大学』訳編　明治図書出版、1973
- クルンボルツ, ソールセン『行動カウンセリング』沢田慶輔共訳編 誠信書房、1974
- ジュディス A.ルイス, マイケル D.ルイス『EAP-アメリカの産業カウンセリング 従業員援助活動』編訳 日本文化科学社、1997
- S.A.ニューフェルツ『スーパービジョンの技法 カウンセラーの専門性を高めるために』監訳 培風館、2003